# Lago Melville
O lago Melville é grande uma extensão de água salgada iniciada à entrada de Hamilton Inlet na costa do Labrador, na Terra Nova e Labrador no Canadá. 
Este lago, muito longo, estende-se por 3069 km2, estando a 140 quilómetros em direcção para o interior continental e formando no seu conjunto a Happy Valley-Goose Bay, formando assim parte do maior estuário da província, e o principal local de drenagem das bacias do rio Churchill e do rio Naskaupi.
Tanto o lago Melville como a zona de Hamilton Cove encontram-se cercados por montanhas, com assentamentos primários desde a Baía Happy Valley-Goose, ao Rio West e a Reserva Federal do Povo Innuve de Sheshatshiu. 
Existe um serviço de transporte por ferry que estabelece a ligação do lago Melville com Inlet Hamilton,  ligando uma série de comunidades, incluindo a baía de Happy Valley-Goose, Rigolet e Cartwright. O lago Melville deve o seu nome ao Visconde Melville (1742-1811), um líder político britânico.